# Eriococcus popayanensis
Eriococcus popayanensis är en insektsart som beskrevs av Alfred Serge Balachowsky 1959. Eriococcus popayanensis ingår i släktet Eriococcus och familjen filtsköldlöss.
Artens utbredningsområde är Colombia. Inga underarter finns listade i Catalogue of Life.